# 河野昭
河野昭（日语：／ Kōno Akira，1929年9月11日—1995年12月25日），生于愛媛縣，日本男子竞技体操运动员。他曾获得1956年夏季奥运会体操比赛男子团体全能银牌。他于1995年去世，享年66岁。